# Christianisme nicéen
Le christianisme nicéen, selon la terminologie des historiens modernes, est le christianisme ancien de l'Église du premier millénaire tel qu'il fut défini au premier concile de Nicée en 325. Il est généralement (et anachroniquement) appelé « christianisme orthodoxe » dans les écrits issus de la mouvance orthodoxe moderne et « Église catholique » dans les écrits issus de la mouvance catholique moderne,,, : les deux Églises reconnaissent le premier concile de Nicée et le symbole proclamé en 325, mais la culture historique de chaque auteur l'amène à considérer la continuité de l'Église nicéenne d'avant la séparation de 1054 comme maintenue par « son » Église, plutôt que par l'autre,. Trinitaire, le christianisme nicéen définit son orthodoxie en opposition à l'arianisme, forme homéenne du christianisme.

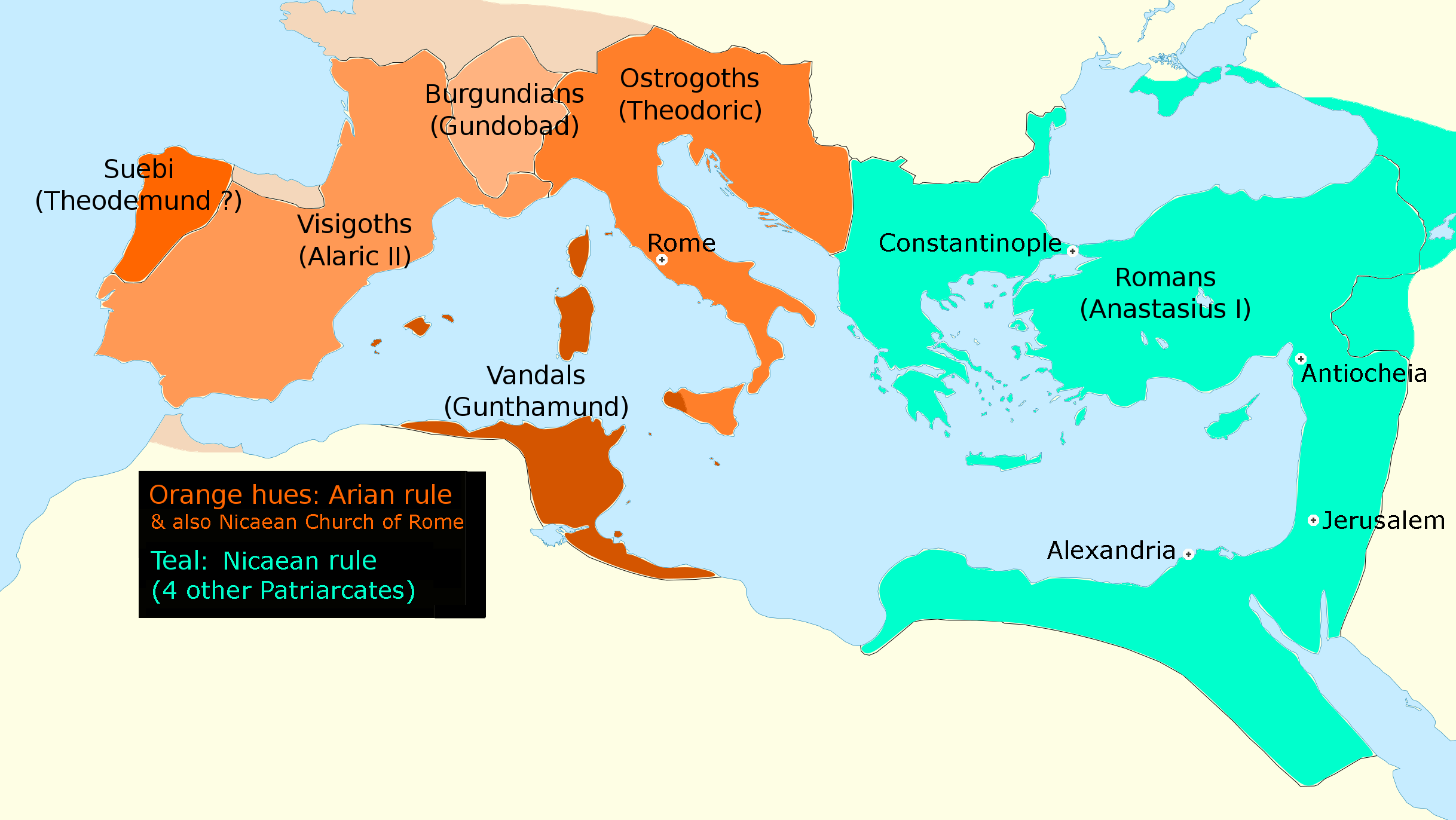
Diffusion de l'arianisme chez les élites germaniques à l'Ouest, et du christianisme nicéen chez les populations romanes de l'Ouest (d'obédience romaine) et grecques de l'Empire romain d'Orient à l'Est.

## Histoire
Le christianisme nicéen devient religion d'État en 380 dans l'Empire romain (soit près d'un siècle après l'Arménie, premier État officiellement chrétien en 301) quand Théodose Ier impose une législation abolissant les cultes païens (romains ou autres) et interdisant tout comportement païen dans l'Empire.
L'opposition entre ces deux tendances dogmatiques dure plusieurs siècles, se doublant d'oppositions politiques : l'homéïsme est largement adopté par les dirigeants des royaumes barbares à la suite de l'influence de Wulfila tandis que les chrétiens issus du monde romain ou romanisé suivent l'orthodoxie définie au premier concile de Nicée de 325. Cette dernière s'impose progressivement par l'influence des puissants évêques nicéens, parfois issus de la noblesse sénatoriale. Le dernier souverain germanique arien à adopter le christianisme nicéen est le roi lombard Aripert (653–661).